# Juan Pastor
Juan Pastor Millet (Alicante, 1943) es un director y actor de teatro español.

## Trayectoria
Se formó con William Layton y Arnold Taraborrelli y ha estudiado con numerosos maestros de la enseñanza teatral como Roy Hart, Hugo Urquijo, Ladislav Fialka, Michael McCallion, John Strasberg o Carlos Gandolfo. Hasta 1980 trabajó como actor de teatro, cine y televisión, con los directores William Layton, José Carlos Plaza, Adolfo Marsillach, Manuel Gutiérrez Aragón, Fernando Fernán Gómez, Josefina Molina y Juan Antonio Bardem, entre otros.
Como director, ha estrenado obras en el salas como el Teatro María Guerrero, el Teatro de la Comedia, o el Teatro Español. Ha llevado a escena obras de contemporáneos españoles como Alfonso Vallejo y José Luis Alonso de Santos, o extranjeros como Pamel Gems, Thornton Wilder, y de clásicos como Calderón de la Barca, Shakespeare, Cervantes, Molière, además de Ibsen, Strindberg y Brecht. Entre sus montajes están El Castillo de Lindabridis de Calderón, Cuento de Invierno de Shakespeare, Don Juan de Molière, Mi madre decía que yo no debía de Keatley, Proceso por la sombra de un burro de Dürrenmatt, Noche de Reyes de Shakespeare, Bailando en Lughnasa de Brian Friel, Bodas de Sangre de García Lorca y Cruzadas de Michel Azama.
En noviembre de 2003 abrió su propio estudio y sala de teatro en Madrid, donde estrenó Animales Nocturnos de Juan Mayorga, El sueño de una noche de verano de Shakespeare, Laberinto de amor de Cervantes, La larga cena de Navidad de Thornton Wilder, En torno a la gaviota de Chejov y Odio a Hamlet de Paul Rudnick, Traición de Harold Pinter, Tres años del propio Juan Pastor basado en la obra de Chéjov y El juego de Yalta, Molly Sweeney, Bailando en Lughnasa y El fantástico Francis Hardy, curandero, las cuatro de Brian Friel.
Ha sido profesor de interpretación en la RESAD desde 1987 hasta 2006 y director de la Compañía Guindalera Escena Abierta, así como de su proyecto educativo.